# Rhipidocephala engeli
Rhipidocephala engeli là một loài ruồi trong họ Asilidae. Rhipidocephala engeli được Oldroyd miêu tả năm 1966. Loài này phân bố ở vùng nhiệt đới châu Phi.